# Luiz Jacinto Silva
Luiz Jacinto Silva (Caruaru, 22 de setembro de 1929 — Belém, 14 de março de 1970) foi um humorista brasileiro.
Durante longo tempo interpretou a personagem Coronel Ludugero, criação de Luiz Queiroga, passando a confundir-se com o próprio personagem.

## Biografia
Luiz Jacinto foi escoteiro aos dez anos e estudou no 'Colégio de Caruaru (hoje Colégio Diocesano), onde concluiu o curso ginasial. Começou a trabalhar ajudando o pai a fazer selas de cavalo, mas não seguiu a profissão.
Com 12 anos foi trabalhar numa padaria entregando pão e, em seguida, foi ajudante de pedreiro. Com 16 anos foi para os correios entregar telegramas. Nessa época serviu em São Bento do Una e Sirinhaém, cidades do interior de Pernambuco. Também morou em Palmeira dos Índios, interior de Alagoas, onde ele começou sua jornada.
Aos 18 anos foi morar no Recife, onde fez um concurso para telegrafista. Embora não tenha sido aprovado, foi aproveitado pelos correios porque sabia taquigrafia. Permaneceu no órgão até ingressar na vida artística.

## Carreira

### Início no rádio
Luiz Jacinto começou sua vida artística na Rádio Cultura do Nordeste, em Caruaru-PE, sua terra natal, onde fazia o programa das 12h30min sob o patrocínio da Manteiga Turvo.
Em 1960 conheceu Luiz Queiroga, que, com o incentivo do radialista Hilton Marques, criou o personagem Coronel Ludugero.
Logo no início, o Coronel Ludugero se apresentava sozinho, mas logo depois conheceu também Irandir Peres Costa (Otrópe).
Apesar de muita gente não saber, e o personagem de Dona Felomena ser mais conhecido com a atriz Mercedes Del Prado, nos primeiros programas o mesmo personagem, com o nome de Dona Rosinha, era interpretado por Rosa Maria, outra atriz de muito talento.

### Coronel Ludugero
Retratava com bom humor a figura lendária dos coronéis, muitos dos quais pertenciam à Guarda Nacional e gozavam de grande prestígio junto a população. Era um homem simples de poucas palavras, amante da verdade e sincero. Gabava-se de si próprio.
Contador de histórias fantásticas, era casado com dona Filomena. Bom aboiador, bom cantador de viola e poeta. Mantinha um secretário (Otrópe) que o orientava nos negócios e nas questões políticas. Ludugero se sentia feliz em contar histórias, dando expansão ao seu gênio brincalhão, quando não estava em crises de impaciência e nervosismo.

## Morte
No dia 14 de março de 1970, morreram Luiz Jacinto e Irandir Costa, com toda sua equipe, vítima de um acidente de avião na Baía de Guajará, em Belém do Pará. O corpo de Luiz Jacinto só foi encontrado no dia 30 de março e sepultado um dia depois, em Caruaru.

### Legado
Depois da morte do Coronel Ludugero e de Otrópe, lançaram-se outros personagens tentando resgatar o riso perdido com a triste tragédia. Entre eles, Coroné Ludrú e Gerômo, Coroné Caruá e Altenes, Seu Pajeú e Zé Macambira, Coroné Grilo ( interpretado pelo radialista Oscar Neto) esses com a produção e direção de Luiz Queiroga.
Mas, até hoje, os personagens são lembrados e revividos em épocas juninas por atores amadores e admiradores dos tipos.
Na cidade de Caruaru foi criada, na Vila do Forró, a miniatura da casa do Coronel Ludugero e da Véia Felomena, onde é grande a visitação por turistas. Durante os festejos juninos desta cidade podem ser vistos personagens caracterizados, desfilando pelas ruas, relembrando esses artistas.

## Obras
- CARNAVÁ DO CORONEL LUDUGERO - (Disco em 78 rotações /1961)
- LUDUGERO APOQUENTADO - (Disco em 78 rotações / 1962)
- CUMBUQUE DE LUDUGERO -  (Disco em 78 rotações / 1962)
- A INLEIÇÃO DO CORONEL LUDUGERO - (LP Viva São João Vol. 5)
- LUDUGERO MANDA BRASA - (LP gravado em 1967 pela CBS)
- LUDUGERO E SEU JUMENTO - (LP gravado em 1968 pela CBS)
- LUDUGERO CASA UMA FILHA (LP gravado em 1969 pela CBS)
- DESQUITE DE LUDUGERO (LP gravado em 1970 pela CBS)
- MUITA SAUDADE (LP gravado pela CBS em 1971 reunindo sucessos variados)
- DISCURSO FINAL - (Show AO VIVO gravado pela Rádio Gazeta / 1977)
- DIXE BOM (1979 / Gravado depois da morte do Coronel Ludugero e Otrópe reunindo vários sucessos)
- 20 SUPER SUCESSOS - CORONEL LUDUGERO - (1997 - Sony Music)

Personagens inspiradas no Coronel Ludugero
- Coroné Caruá e Altenes
- Coroné Ludru e Gerômo
- Seu Pajeú e Zé Macambira